# Механизм Беккера-ДеГрута-Маршака
Механизм Беккера-ДеГрута-Маршака (Becker-DeGroot-Marschak method, BDM method, механизм БДМ) — это метод измерения реальной готовности платить (Willingness to pay, WTP) за товар, основанный на стимулах индивида и часто использующийся для изучения поведения людей.
Назван в честь Гордона М. Беккера, Морриса Х. ДеГрута и Джейкоба Маршака, разработавших данный механизм и описавших его в статье «Измерение полезности с помощью последовательных однозначных ответов» 1964 года.

## Краткий принцип работы

#### Претворение в жизнь
Индивиду предлагается таблица с различными ценами (Multiple Price List, MPL) за единицу интересующего исследователей товара, возрастающими от 0 до разумно большого числа. Индивид отмечает те цены, за которые он будет готов приобрести товар. После этого случайным образом выбирается цена из множества отмеченных, по которой индивид и будет совершать покупку.
| Banana’s price | Banana’s price        |
| Price, $       | «Yes'» or «No» Choice |
| -------------- | --------------------- |
| 0              | Yes                   |
| 0.5            | Yes                   |
| 1              | Yes                   |
| 1.5            | Yes                   |
| 2              | No                    |
| 2.5            | No                    |
| 3              | No                    |
| …              | …                     |

#### Стимулы индивида
Предполагается, что существует некая максимальная цена, по которой индивид будет готов приобрести товар:
- отмечать какие-либо цены выше максимальной индивид не станет, так как есть вероятность купить товар именно по ним, что невыгодно
- не отмечать какие-либо цены ниже максимальной также нет смысла, так как купить товар по цене, ниже максимально приемлемой, человек не откажется

Из этих двух простых утверждений складывается доказательство состоятельности механизма Беккера-ДеГрута-Маршака. Иными словами, определяемая им максимальная цена действительно будет являться максимальной ценой, до которой (включительно) индивид станет покупать товар, а после — уже нет. За счет этого метод БДМ более эффективен, чем просто прямые опросы людей касательно желаемой стоимости, так как в их случае у потребителя нет обязательств по покупке товара, а значит, нет и четко выраженного стимула не преувеличить или не преуменьшить свою реальную готовность платить.
Механизм Беккера-ДеГрута-Маршака определяет ту же цену, что и аукцион Викри (также известный, как однораундный закрытый аукцион второй цены), хотя и расходится с ним в деталях.

## Использование в жизни
Метод Беккера-ДеГрута-Маршака широко используется в различного рода научных исследованиях. Например, в экспериментальной экономике — в изучении эффекта чрезмерного выбора; или при рассмотрении взаимосвязи готовности платить и количества синтезируемого дофамина.
Как можно более точное измерение готовности платить важно для создания бизнес-планов, конкурентоспособных стратегий, анализа рынка, поэтому маркетологи также широко используют вариации метода БДМ — среди прочего, для измерения потенциальной прибавочной стоимости «органически чистых» продуктов по сравнению с обычными.